# Open de Singapour (badminton)
Pour le tournoi de tennis, voir Tournoi de tennis de Singapour.
L'Open de Singapour est un tournoi international annuel de badminton créé en 1987 par la Fédération singapourienne de badminton (SBA). Il fait partie depuis 2007 des tournois classés Super Series par la BWF, soit l'un des plus importants tournois de la saison. En 2018, il intègre le nouveau circuit BWF World Tour en catégorie Super 500 ce qui constitue une légère dégradation du statut du tournoi. En 2023, il est promu en catégorie Super 750.

## Palmarès

### XXesiècle
| Année                    | Simple hommes                                          | Simple dames                                           | Double hommes                                          | Double dames                                           | Double mixte                                             |
| ------------------------ | ------------------------------------------------------ | ------------------------------------------------------ | ------------------------------------------------------ | ------------------------------------------------------ | -------------------------------------------------------- |
| 2001                     | Taufik Hidayat                                         | Zhang Ning                                             | Tony Gunawan Halim Haryanto                            | Zhang Jiewen Wei Yili                                  | Jens Eriksen Mette Schjoldager                           |
| 2002                     | Chen Hong                                              | Zhou Mi                                                | Flandy Limpele Eng Hian                                | Huang Nanyan Yang Wei                                  | Kim Dong-moon Ra Kyung-min                               |
| 2003                     | Chen Hong                                              | Zhang Ning                                             | Jens Eriksen Martin Lundgaard Hansen                   | Yang Wei Zhang Jiewen                                  | Kim Dong-moon Ra Kyung-min                               |
| 2004                     | Kenneth Jonassen                                       | Zhang Ning                                             | Luluk Hadiyanto Alvent Yulianto                        | Yang Wei Zhang Jiewen                                  | Nova Widianto Liliyana Natsir                            |
| 2005                     | Taufik Hidayat                                         | Zhang Ning                                             | Sigit Budiarto Candra Wijaya                           | Zhang Dan Zhang Yawen                                  | Zhang Jun Gao Ling                                       |
| 2006                     | Peter Gade                                             | Hongyan Pi                                             | Sigit Budiarto Flandy Limpele                          | Yang Wei Zhang Jiewen                                  | Nova Widianto Liliyana Natsir                            |
| BWF Super Series         |                                                        |                                                        |                                                        |                                                        |                                                          |
| 2007                     | Boonsak Ponsana                                        | Zhang Ning                                             | Cai Yun Fu Haifeng                                     | Wei Yili Zhang Yawen                                   | Flandy Limpele Vita Marissa                              |
| 2008                     | Lee Chong Wei                                          | Tine Rasmussen                                         | Mohd Zakry Abdul Latif Mohd Fairuzizuan Mohd Tazari    | Du Jing Yu Yang                                        | Nova Widianto Liliyana Natsir                            |
| 2009                     | Bao Chunlai                                            | Zhou Mi                                                | Anthony Clark Nathan Robertson                         | Zhang Yawen Zhao Tingting                              | Zheng Bo Ma Jin                                          |
| 2010                     | Sony Dwi Kuncoro                                       | Saina Nehwal                                           | Fang Chieh-Min Lee Sheng-Mu                            | Shinta Mulia Sari Yao Lei                              | Thomas Laybourn Kamilla Rytter Juhl                      |
| 2011                     | Chen Jin                                               | Wang Xin                                               | Cai Yun Fu Haifeng                                     | Tian Qing Zhao Yunlei                                  | Tontowi Ahmad Liliyana Natsir                            |
| 2012                     | Boonsak Ponsana                                        | Juliane Schenk                                         | Markis Kido Hendra Setiawan                            | Bao Yixin Zhong Qianxin                                | Chen Hung Ling Cheng Wen Hsing                           |
| 2013                     | Tommy Sugiarto                                         | Wang Yihan                                             | Mohammad Ahsan Hendra Setiawan                         | Tian Qing Zhao Yunlei                                  | Tontowi Ahmad Liliyana Natsir                            |
| 2014                     | Simon Santoso                                          | Wang Yihan                                             | Cai Yun Lu Kai                                         | Bao Yixin Tang Jinhua                                  | Tontowi Ahmad Liliyana Natsir                            |
| 2015                     | Kento Momota                                           | Sun Yu                                                 | Angga Pratama Ricky Karanda Suwardi                    | Ou Dongni Yu Xiaohan                                   | Zhang Nan Zhao Yunlei                                    |
| 2016                     | Sony Dwi Kuncoro                                       | Ratchanok Intanon                                      | Fu Haifeng Zhang Nan                                   | Nitya Krishinda Maheswari Greysia Polii                | Ko Sung-hyun Kim Ha-na                                   |
| 2017                     | Sai Praneeth B.                                        | Tai Tzu-ying                                           | Mathias Boe Carsten Mogensen                           | Christinna Pedersen Kamilla Rytter Juhl                | Lu Kai Huang Yaqiong                                     |
| BWF World Tour Super 500 |                                                        |                                                        |                                                        |                                                        |                                                          |
| 2018                     | Chou Tien-chen                                         | Sayaka Takahashi (en)                                  | Mohammad Ahsan Hendra Setiawan                         | Yukiko Takahata Ayako Sakuramoto                       | Goh Soon Huat Shevon Jemie Lai                           |
| 2019                     | Kento Momota                                           | Tai Tzu-ying                                           | Takeshi Kamura (en) Keigo Sonoda (en)                  | Mayu Matsumoto Wakana Nagahara                         | Dechapol Puavaranukroh (en) Sapsiree Taerattanachai (en) |
| 2020, 2021,              | Éditions annulées en raison de la pandémie de Covid-19 | Éditions annulées en raison de la pandémie de Covid-19 | Éditions annulées en raison de la pandémie de Covid-19 | Éditions annulées en raison de la pandémie de Covid-19 | Éditions annulées en raison de la pandémie de Covid-19   |
| 2022                     | Anthony S. Ginting                                     | P.V. Sindhu                                            | Leo Rolly Carnando Daniel Marthin                      | Apriyani Rahayu Siti Fadia Silva Ramadhanti            | Dechapol Puavaranukroh Sapsiree Taerattanachai           |
| BWF World Tour Super 750 |                                                        |                                                        |                                                        |                                                        |                                                          |
| 2023                     | Anthony S. Ginting                                     | An Se-young                                            | Takuro Hoki (en) Yugo Kobayashi (en)                   | Chen Qingchen Jia Yifan                                | Mathias Christiansen (en) Alexandra Bøje (en)            |
| 2024                     | Shi Yuqi                                               | An Se-young                                            | He Jiting (en) Ren Xiangyu (en)                        | Chen Qingchen Jia Yifan                                | Zheng Siwei Huang Yaqiong                                |
| 2025                     | Kunlavut Vitidsarn                                     | Chen Yufei                                             | Aaron Chia Soh Wooi Yik                                | Kim Hye-jeong (en) Kong Hee-yong                       | Dechapol Puavaranukroh (en) Supissara Paewsampran (en)   |